# Spencer Pumpelly
Spencer Pumpelly, né le 28 décembre 1974 aux États-Unis, est un pilote automobile américain. Il a notamment participé à quatre reprises aux 24 Heures du Mans, entre 2011 et 2018.

## Carrière
En 1998, il commence sa carrière en endurance automobile à l'occasion des 24 Heures de Daytona. Il se classe cinquante-sixième du classement général au volant d'une Chevrolet Camaro.
En 2011, il participe pour la première fois aux 24 Heures du Mans, où il pilote la Porsche 911 GT3 RSR (997) de Flying Lizard Motorsports engagée en GTE Am. Il est contraint à l'abandon à la vingtième heure sur casse moteur,.
Fin décembre 2015, Pumpelly est confirmé au sein de Change Racing pour piloter en WeatherTech United SportsCar Championship dans la catégorie GTD.
En 2017, au volant de l'Audi R8 LMS de Flying Lizard Motorsports, il obtient la pole position en GTD lors de la manche de Detroit.
En mars 2018, pour la manche de St. Petersburg en Pirelli World Challenge, il est titularisé pour piloter l'Aston Martin V12 Vantage GT3 de The Racer's Group (TRG),,. En parallèle, il participe à l'IMSA Continental Tire SportsCar Challenge où il décroche deux pole positions, l'une à Daytona en janvier et la seconde à Sebring en mars,.
À la mi-février 2019, il est titularisé pour piloter la Porsche Cayman GT4 Clubsport de TRG en Pirelli GT4 America.